# Championnats du monde de VTT et de trial 2007
Pour les articles homonymes, voir Trial (homonymie).
Navigation
Rotorua 2006 Val di sole 2008
Les championnats du monde de VTT et de trial 2007 se sont déroulés à Fort William en Grande-Bretagne du 4 au 9 septembre 2007.

## Médaillés

### Cross-country
| Épreuves                                    | Or                                                             | Or              | Argent                                                                  | Argent       | Bronze                                                           | Bronze       |
| ------------------------------------------- | -------------------------------------------------------------- | --------------- | ----------------------------------------------------------------------- | ------------ | ---------------------------------------------------------------- | ------------ |
| Hommes résultats détaillés                  | Julien Absalon                                                 | 2 h 17 min 06 s | Ralph Näf                                                               | + 26 s       | Florian Vogel                                                    | + 54 s       |
| Femmes résultats détaillés                  | Irina Kalentieva                                               | 1 h 44 min 08 s | Sabine Spitz                                                            | + 39 s       | Jingjing Wang                                                    | + 1 min 42 s |
| Hommes, moins de 23 ans résultats détaillés | Jakob Fuglsang                                                 | 1 h 54 min 04 s | Nino Schurter                                                           | + 1 min 43 s | Jaroslav Kulhavý                                                 | + 3 min 20 s |
| Femmes, moins de 23 ans résultats détaillés | Liu Ying                                                       | 1 h 45 min 43 s | Chengyuan Ren                                                           | + 3 min 31 s | Elisabeth Osl                                                    | + 5 min 20 s |
| Hommes, juniors résultats détaillés         | Thomas Litscher                                                | 1 h 37 min 06 s | Piotr Brzózka                                                           | + 27 s       | David Fletcher                                                   | + 40 s       |
| Femmes, juniors résultats détaillés         | Alla Boyko                                                     | 1 h 25 min 14 s | Jitka Skarnitzlova                                                      | + 28 s       | Julie Bresset                                                    | + 1 min 35 s |
| Relais mixte résultats détaillés            | Suisse Florian Vogel Thomas Litscher Petra Henzi Nino Schurter | 1 h 33 min 36 s | Pologne Marcin Karczynski Piotr Brzózka Maja Włoszczowska Dariusz Batek | + 49 s       | États-Unis Georgia Gould Ethan Gilmour Samuel Schultz Adam Craig | + 1 min 09 s |

### Descente
| Épreuves                            | Or                 | Or            | Argent          | Argent    | Bronze          | Bronze    |
| ----------------------------------- | ------------------ | ------------- | --------------- | --------- | --------------- | --------- |
| Hommes résultats détaillés          | Samuel Hill        | 4 min 52.01 s | Fabien Barel    | + 0.64 s  | George Atherton | + 4.37 s  |
| Femmes résultats détaillés          | Sabrina Jonnier    | 5 min 28.35 s | Rachel Atherton | + 4.01 s  | Tracey Hannah   | + 11.54 s |
| Hommes, juniors résultats détaillés | Ruaridh Cunningham | 5 min 06.82 s | John Swanguen   | + 2.07 s  | Matthew Scoles  | + 2.45 s  |
| Femmes, juniors résultats détaillés | Floriane Pugin     | 5 min 50.18 s | Katy Curd       | + 27.12 s | Myriam Nicole   | + 51.30 s |

### Four Cross
| Épreuves                   | Or           | Argent          | Bronze       |
| -------------------------- | ------------ | --------------- | ------------ |
| Hommes résultats détaillés | Brian Lopes  | Romain Saladini | Jurg Meijer  |
| Femmes résultats détaillés | Jill Kintner | Anneke Beerten  | Melissa Buhl |

### Trial
| Épreuves                                      | Or                 | Or    | Argent             | Argent | Bronze              | Bronze |
| --------------------------------------------- | ------------------ | ----- | ------------------ | ------ | ------------------- | ------ |
| Hommes 26 pouces résultats détaillés          | Vincent Hermance   | 9 pts | Gilles Coustellier | 10 pts | Kenny Belaey        | 12 pts |
| Hommes 20 pouces résultats détaillés          | Benito Ros Charral | 6 pts | Carles Diaz Codina | 7 pts  | Daniel Comas Riera  | 10 pts |
| Femmes résultats détaillés                    | Karin Moor         | 7 pts | Gemma Abant Condal | 10 pts | Mireia Abant Condal | 11 pts |
| Hommes, juniors 26 pouces résultats détaillés | Aurélien Fontenoy  |       | Loris Braun        |        | Hannes Herrmann     |        |
| Hommes, juniors 20 pouces résultats détaillés | Aurélien Fontenoy  |       | Eduard Planas      |        | Kevin Aglae         |        |
| Par équipes                                   | Espagne            |       | France             |        | Allemagne           |        |